# Abgang
Abgang – ubytek srebra w wyniku przerobu pagamentu menniczego na monetę, spowodowany jego przetopem, przepaleniem, bieleniem, okrawaniem, itp.
W 1656 r. w koronnej mennicy lwowskiej, podczas szmelcowania srebra abgang wyniósł prawie 30% wagi początkowej pagamentu.